# John Brett Purvis
John Brett Purvis fue un oficial de la Royal Navy del siglo XIX que sirvió en el Atlántico Sur durante el Bloqueo anglo-francés del Río de la Plata. Alcanzó el rango de vicealmirante.

## Biografía
John Brett Purvis nació el 12 de agosto de 1787, hijo del almirante John Child Purvis (1747-1825) y Catherine Sowers.
Ingresó a la Royal Navy y el 1 de mayo de 1805 alcanzó el grado de teniente. 
El 9 de agosto de 1808 era comandante y el 16 de septiembre de 1809 era promovido a capitán. En 1815 casó con su prima Renira Charlotte Purvis con quien tuvo cuatro hijos:
John Richard King (1816-1822), Robert Brownrigg Arthur (1817-1856), George Henry Garrett (1820-1843) y Richard Purvis (1826-1875).
El 1 de marzo de 1842 recibió en Sheerness el mando del Alfred (el antiguo Asia, navío de 74 cañones), el cual retuvo hasta el 6 de agosto de 1845. En ese período, con el rango de comodoro, estuvo al frente de la división naval de su país afectada a la costa sudeste de América.

### Bloqueo anglo-francés del Río de la Plata
Iniciado el Sitio de Montevideo (1843-1851) el embajador británico, John Henry Mandeville, en febrero de 1843 solicitó a Purvis el envío de una división naval al Río de la Plata.
El 1 de abril la escuadra de la Confederación Argentina al mando de Guillermo Brown inició el bloqueo naval de Montevideo, pero cuando Purvis se presentó frente a la ciudad desconoció por el bloqueo, declarando que «no reconocer a los nuevos puertos de Sudamérica como potencias marítimas autorizadas para el ejercicio de tan alto e interesante derecho como el del bloqueo». Conforme a ello, encañonó a la flota argentina para forzarla a entregar el arsenal capturado en la Isla de Ratas, abrió fuego para impedirle perseguir a dos buques de guerra del gobierno de Montevideo, contribuyó al transporte de tropas montevideanas a distintos puntos de la costa uruguaya y amenazó personalmente a Brown de considerarlo y juzgarlo como pirata.
Por su consejo, el gobierno de Montevideo envió ante los gobiernos de Londres y París, con el carácter de enviado confidencial, al doctor Florencio Varela, con la misión de volcar abiertamente esos gobiernos a la defensa de la ciudad.
Domingo Faustino Sarmiento lo describe como «un antiguo marino, de 66 años, lleno de jenerosidad, i a su edad espuesto a dejarse afectar por cuentos de Barba-azul» que impresionado por las historias de matanzas decidió intervenir de manera «independiente i desenfadada» a favor de los sitiados y así «encerró a Brown en las balisas de Buenos Aires, proveia de víveres a los sitiados, i por la mañana salia a las baterías exteriores a dirijir la puntería de los artilleros, a animarlos con su presencia i su coraje».
Las acciones de Purvis, quien «a dos mil leguas de su Patria se ha arrogado los derechos de la Soberanía contrayendo una alianza y rompiendo guerra contra una nacion amiga de la Gran Bretaña» según declarara una larga editorial de la Gaceta Mercantil le generaron conflictos con Mandeville quien apeló a su gobierno.
Finalmente, en 1845 el primer ministro francés François Guizot, y el ministro de relaciones exteriores británico, Lord Aberdeen, declararon legal el bloqueo y Purvis fue reemplazado por Samuel Hood Inglefield.

### Últimos años
El 9 de noviembre de 1846 fue promovido a contralmirante. El 15 de junio de 1852 fue nombrado comandante en jefe en Queenstown, con insignia en el Ajax. El 4 de julio de 1853 fue promovido a vicealmirante.
Murió el 1 de octubre de 1857 en Gosport.